# Артинский пруд
Артинский пруд (Артинское водохранилище, Нижне-Артинский пруд) — водохранилище на реке Артя в посёлке Арти Свердловской области. Создано в 1783 году как заводской пруд для железоделательного завода (позднее Артинский механический завод). Плотина в центральной части посёлка, берега заняты застройкой, на части правого (восточного) берега в верховьях лес.

## Морфометрия
Основные параметры водохранилища: НПУ (нормальный подпорный уровень) 236,1 м над уровнем моря, площадь поверхности 3,2 км² (по другим данным, 2 км²). Полный объём 18 млн м³, длина водоёма — 5,8 км, максимальная ширина — 1 км.

## Данные водного реестра
По данным государственного водного реестра России, Нижне-Артинский пруд относится к Камскому бассейновому округу, речной бассейн: Кама, речной подбассейн Белая, водохозяйственный участок — Уфа от Нязепетровского гидроузла до Павловского гидроузла без реки Ай.
Код объекта в государственном водном реестре — 10010201121411100004495.